# 里斯 (印第安納州)
里斯（英語：Risse）是位於美國印地安納州克林頓縣的一個非建制地區。該地的面積和人口皆未知。

## 地理
里斯的座標為40°16′30″N 86°29′13″W / 40.27500°N 86.48694°W，而該地的平均海拔高度為263米（即863英尺）。